# Kwas decylofosfonowy
Kwas decylofosfonowy – fosforoorganiczny związek chemiczny z grupy kwasów fosfonowych, stosowany jako rozpuszczalnik.